# 宮元町 (川越市)
宮元町（みやもとちょう）は、埼玉県川越市の町名。郵便番号は350-0838。

## 地理
東側で御成町・氷川町、南側で新河岸川を挟んで宮下町と志多町、西側で神明町、北側で山田とそれぞれ接する。

## 歴史
江戸時代の資料には宮元町の名は無く、明治5年頃の文献に現れる。当時から複数の大字（川越、東明寺、寺井）に分かれており、「犬牙駁雑の地なり」と表現されている。また宮元町には、新館（しんだて）、おんだし、おんまわし、ではずれ、とよ、などの小名（小字）が見られるという。
また、現在の宮元町の町域には深町・溝町という旧町名も見られる。深町・溝町ともに、水田が深かったことに由来するのではないかと推察されている。
1940年（昭和15年）には、当時の川越盲学校が宮元町内に新築移転した。盲学校は1970年（昭和45年）に川越市笠幡へ移転し、用地は川越児童相談所となっている。
1960年（昭和35年）、川越市が自治省の町名地番整理モデル地区に指定され、先行して中心部の整理が行われることとなった。この範囲には（整理前の）宮元町のうち新河岸川右岸の町域も含まれており、宮元町が管理していた妙義神社が町から切り離される計画であったため、他の整理対象町内とともに地番整理反対運動が起きた。これに対して川越市は、神社を市の予算で整理後の宮元町内に移転することを約束し、整理に反対する住民を説得した。これにより、翌1961年3月1日に旧宮元町の新河岸川右岸地区は志多町と宮下町に編入された。
さらに1963年7月には残る旧宮元町地区が第3次町名・地番整理対象となり、3つの字に分かれていた宮元町は、新河岸川左岸側にあった宮下町の一部などを加えて新しい宮元町となった。その後1970年（昭和45年）には深町の一部が宮元町に編入され地番整理された。

## 交通
町内に鉄道は通過しておらず、駅もない。かつて渋沢栄一らが設立した毛武鉄道において、川越市街地から宮元町内を縦断して東松山へと向かう経路が検討されたが、町内で反対運動が起きたという記録が残っている。
新河岸川にかかる東明寺橋付近で松山街道と分岐し、桶川・鴻巣方面へ向かう街道が昔から町内を通っていた。昭和初期には神明町交差点を経由するルートが整備され、現在は埼玉県道12号川越栗橋線に指定されている。東武バスが、この県道を経由して川越駅と鴻巣駅を結ぶ川越04系統を運行しており、町内には宮元町・川越児童相談所の2停留所が設置されているが運行本数は少ない。
また1966年（昭和41年）10月には、氷川町・御成町・山田との境界を通る国道254号のバイパス（通称山田バイパス）が開通した。

## 施設
- 川越児童相談所[22]
- 真行寺
- 妙義神社
- 川越宮元郵便局[23]
- 市民グラウンド[24]